# گلوجه (سرآب)
گلوجه یکی از روستاهای استان آذربایجان شرقی است که در دهستان آلان برآغوش بخش مهربان شهرستان سرآب واقع شده‌است.
یکی از زیبایی‌های این روستا در فصل بهار ارتفاعات روستا می‌باشد که مملو از لاله‌های وحشی می‌باشد که بسیار چشم‌نواز است. در اطراف این روستا چند چشمه وجود دارد از قبیله کورجابلاق (کورچشمه)، ساری‌بلاق (زرد چشمه) و داش‌بلاق (چشمه سنگی). به علت وجود مراتع خوب برای چرای دام در این روستا از گذشته لبنیات ارگانیک تولید می‌شد. با کوچ اهالی روستا و با وجود اندک جمعیتی که در آنجا مانده شغل دامداری و کشاورزی تداوم دارد.